# Velvet Goldmine
Velvet Goldmine är en amerikansk-brittisk film från 1998 i regi av Todd Haynes.

## Handling
1984 får den brittiske nyhetsreportern Arthur Stuart (Christian Bale) i uppdrag att skriva en artikel om den brittiske glamrockstjärnan Brian Slade (Jonathan Rhys Meyers). Slade var den största stjärnan under glamrocksvågen och inspirerade tusentals tonåringar att sminka sig och upptäcka sin sexualitet. Slades verktyg var glitter, glamour, ekivoka framträdanden och brutal musik. Slade försvann dock från rampljuset efter ett fejkat mord.

## Rollista (i urval)
- Jonathan Rhys Meyers - Brian Slade
- Ewan McGregor - Curt Wild
- Christian Bale - Arthur Stuart
- Toni Collette - Mandy Slade
- Eddie Izzard - Jerry Devine
- Emily Woof - Shannon

## Om filmen
Filmens titel är även titeln på en David Bowie-låt. Många scener i filmen baseras också på flera händelser i Bowies liv på och utanför scenen. Till exempel har Brian Slade ett alter ego, Maxwell Demon, att jämföra med Bowies alias Ziggy Stardust. Slades älskare och musikaliska samarbetspartner Curt Wild har drag av både Lou Reed och Iggy Pop.